# Lars Christiansen

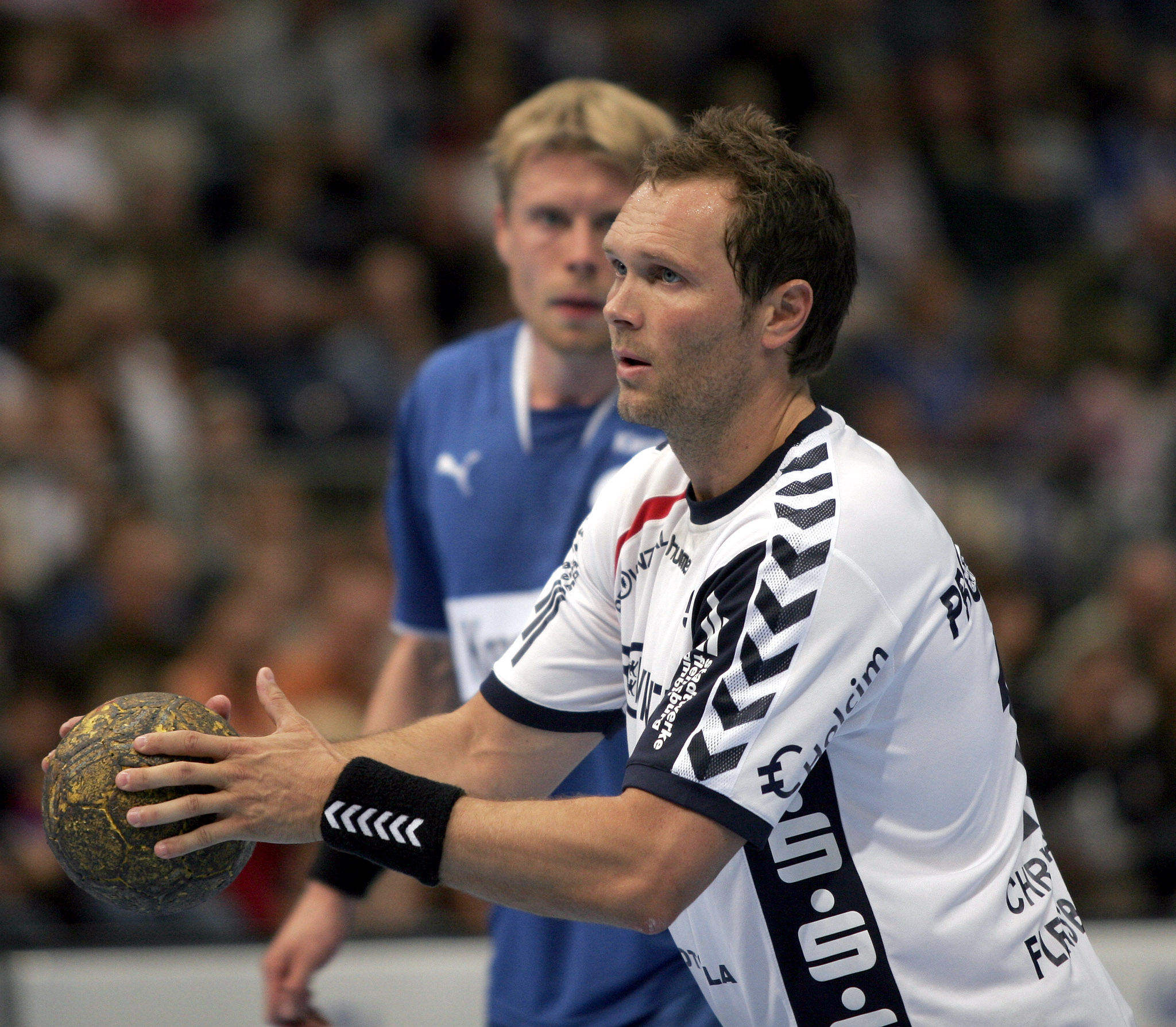
Lars Christiansen

Lars Christiansen (ur. 18 kwietnia 1972 w Sønderborgu) – duński piłkarz ręczny, wielokrotny reprezentant kraju. Grał na pozycji lewoskrzydłowego. 
Dwukrotny mistrz Europy z 2008 i 2012 r.
W 2006 r. poślubił duńską piłkarkę ręczną – Christinę Roslyng Christiansen. Ma syna Frederika.

## Sukcesy

### reprezentacyjne
- Mistrzostwa Europy:
  -  2008, 2012
  -  2002, 2004, 2006
- Mistrzostwa Świata:
  -  2011
  -  2007

### klubowe
- Mistrzostwa Danii:
  -  1993, 1994
- Mistrzostwa Niemiec:
  -  2004
  -  1997, 1999, 2000, 2003, 2005, 2006, 2008
- EHF Liga Mistrzów:
  -  2004, 2007
- Puchar EHF:
  -  1997
- Puchar Niemiec:
  -  2003, 2004, 2005

## Nagrody indywidualne
- Mistrzostwa Europy:
  - najlepszy lewoskrzydłowy Mistrzostw Europy 2002
  - najlepszy lewoskrzydłowy Mistrzostw Europy 2008